# ありす・で・ありす
ありす・で・ありすとは日本の小説家。

## 略歴
- 古屋志那名義でやおい作家としてデビュー。小説麗人、純一等で作品を発表。

→支那が差別語であるため、ありす・で・ありすに改名。
- その後、ありす・で・ありす名義でピンキー小説を発表。

## 作品

### 古屋志那名義
- 『YOU’RE MY LIFE』竹書房
- 『無責任一発男』シリーズ

### ありす・で・ありす名義
- 『トラブルメーカー・ぷち 初恋』光彩書房
- 『LOVEカウンセラー・花畑麗一』光彩書房（著：桜タケル/原作：/ ありす・で・ありす）